# Jardin du Gouverneur (Nijni Novgorod)
Le jardin du Gouverneur (Губернаторский сад, Goubernatorsky sad) est un parc public situé en Russie dans l'enceinte du Kremlin de Nijni Novgorod. Il a été dessiné en 1836 dans le style anglais par le jardinier en chef, Franz Pelzel.
À l'origine, ce jardin était fermé au public, servant de parc privé au palais du Gouverneur. Après la Révolution de 1917, il a été ouvert au public.

## Situation
Le jardin du Gouverneur se trouve dans l'enceinte du Kremlin de Nijni Novgorod dans la partie pentue du nord du Kremlin descendant vers la Volga et délimité au nord par les remparts de la tour Saint-Jean jusqu'à la tour Saint-Georges. Au sud-est à partir de la tour Saint-Jean, se trouve la pente Sainte-Jean; au sud, la terrasse supérieure est bordée de la maison des Soviets et du palais du Gouverneur.

## Histoire
L'histoire du territoire occupé par le jardin du Gouverneur remonte au premier quart du XVIIe siècle. D'après le Livre des Scribes de 1622, il est connu qu'au nord de la grand-rue du Pont (aujourd'hui descente Sainte-Jean) se trouvait une zone densément habitée (il y avait à l'époque quatre cents maisons à l'intérieur du Kremlin) avec les petits monastères de Saint-Siméon et  du Saint-Esprit. Les maisons et les cours remplissaient densément cette partie du Kremlin, y compris la pente abrupte de la rive. Le monastère du Saint-Esprit, fondé en 1580, possédait ,d'après le Livre des Scribes, deux églises de bois (l'une non chauffée consacrée au saint Esprit; et l'autre chauffée pour l'hiver, placée sous le vocable de l'Entrée du Seigneur à Jérusalem), avec une trapeznaïa, des portes saintes, un clocher et vingt-et-une cellules de moines. L'église du Saint-Esprit est reconstruite en pierre en 1703. À cette époque, le monastère Saint-Siméon à côté comprenait une église de bois avec clocher, les quartiers de l'higoumène, trois cellules de moines, des portes saintes et un hospice.   

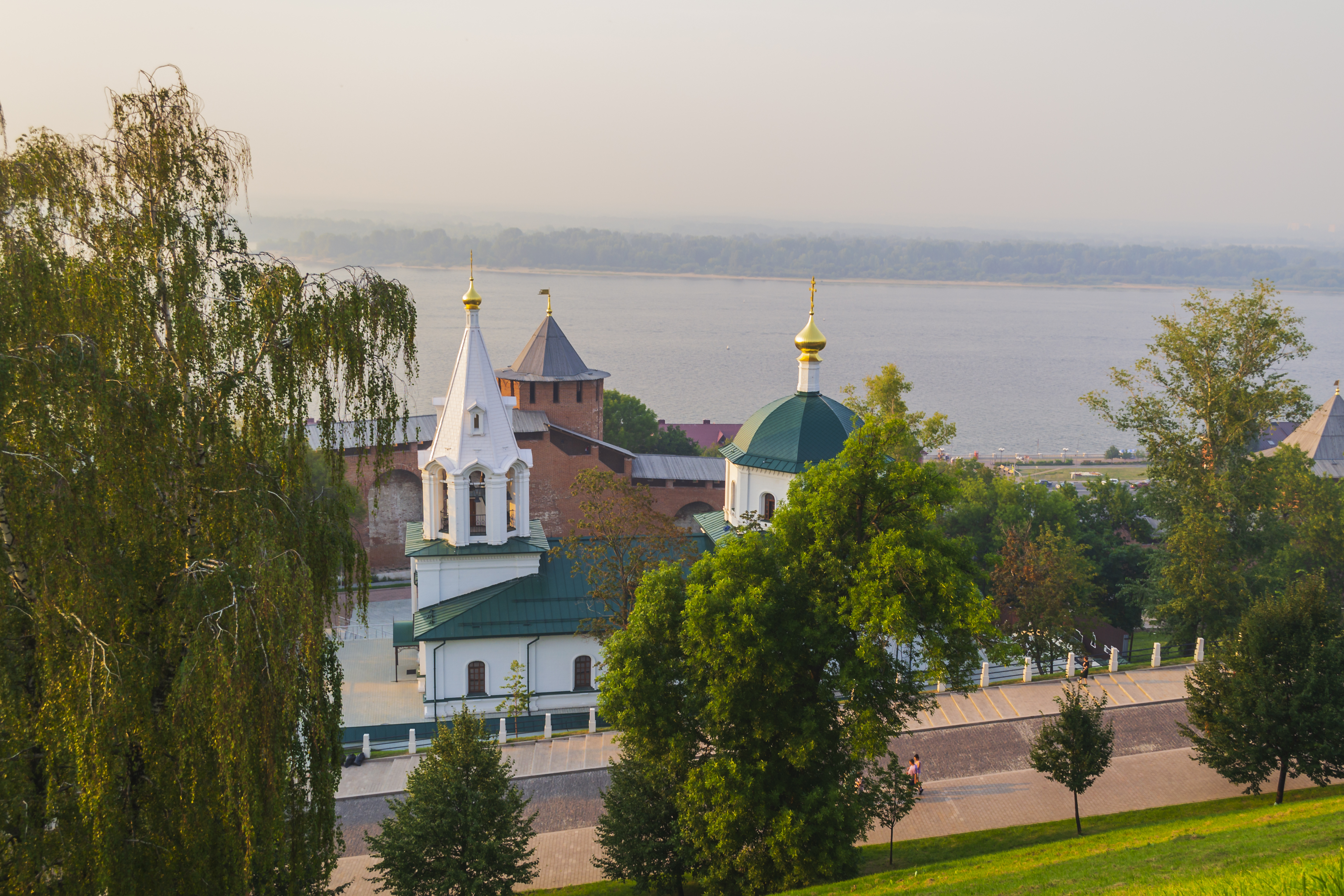
L'église Saint-Siméon en 2022.

Dans le premier quart du XVIIIe siècle, les premières demeures en pierre apparaissent parmi les bâtiments en bois continus du Kremlin. On érige au bord de la pente, derrière la cathédrale de la Transfiguration-du-Sauveur, la maison épiscopale, avec en 1721 dans un des corps de bâtiment une école slavo-grecque. Après l'incendie de 1768, le Sénat édite un oukaze à propos d'un nouveau plan urbain de Nijni Novgorod, qui est confirmé en avril 1770. L'on conserve une partie d'habitations à l'intérieur de l'enceinte du Kremlin, censée être combinée dans des quartiers plus importants. Au cours des années suivantes, une politique de suppression des bâtiments d'habitation du Kremlin et de sa transformation en centre administratif de la ville est poursuivie systématiquement.

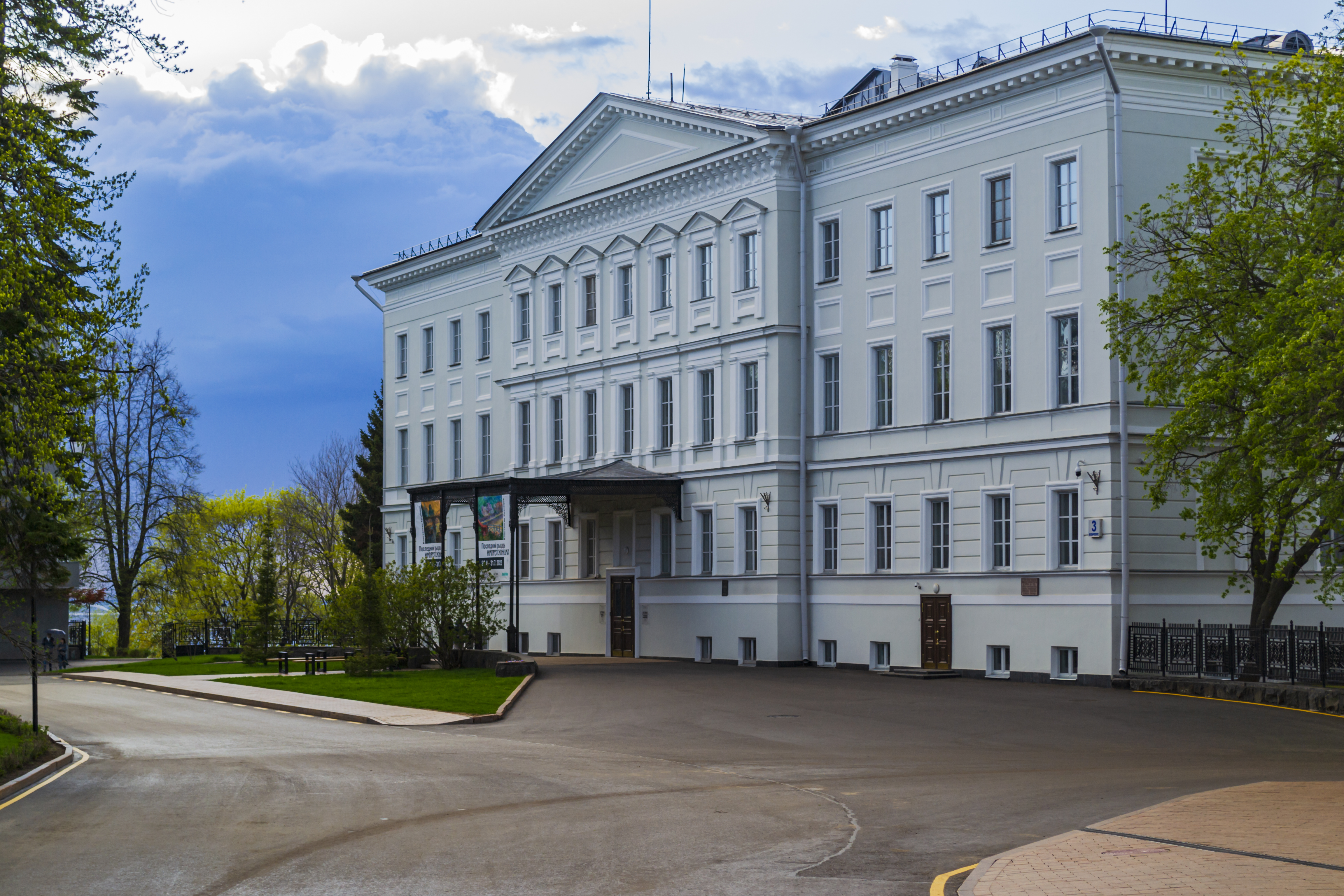
Vue du palais du Gouverneur.

Dans les années 1830-1840, l'intérieur du Kremlin est entièrement transformé par décision de l'empereur Nicolas Ier. L'ordre de construire le palais du Gouverneur et d'aménager un jardin sur le territoire adjacent est donné par l'empereur lors de sa visite de la ville en 1834-1836. Pour accomplir la volonté du monarque, le jardinier de la cour Pelzel est détaché à Nijni Novgorod dès 1836 dans le but de « rédiger un projet de jardin à l'endroit indiqué par Sa Majesté ». Franz Pelzel, devenu jardinier en chef de l'expédition du Kremlin de Nijni Novgorod, est alors responsable de tous les jardins et serres des palais d'État de Moscou. Il perçoit la commande pour la construction des jardins de Nijni Novgorod comme un lourd fardeau en raison de la lourde charge de travail sur ses projets à Moscou. Néanmoins, n'osant pas désobéir à l'ordre impérial, il achève le projet, le rattachant au domaine, chiffre et supervise personnellement l'avancement des travaux. 
Dans ce projet intitulé « jardin de la maison du gouverneur militaire » - et qui s'appelle ainsi dans tous les documents d'archives - il est prévu d'aménager un parc paysager à l'anglaise avec plus de six mille plantations d'essences variées: peupliers odorants et argentés, tilleuls, érables, sorbiers, chênes, frênes, épicéas, noisetiers et divers arbustes. Les maisons d'habitation autour de l'église Saint-Siméon, entre la tour Saint-Jean et la tour de la Conception, ainsi que celles autour de l'église du Saint-Esprit, sont démolies au début des années 1830. Toutes les terres libérées son incluses dans le territoire du jardin qui est entouré d'une clôture sur des piliers en pierre.
Initialement, la supervision de l'aménagement du jardin est assurée par l'assistant de Pelzel, Jan Svoboda, sujet autrichien de Bohême. Déclarant que « tous les <…> travaux de jardinage assignés, d'une manière ou d'une autre : dans la forteresse et le long de l'escarpement de la Volga, je peux les exécuter sans sa supervision spéciale [de Pelzel] », il n'a pas fait face à la construction du jardin du Gouverneur. Le gouverneur Mikhaïl Boutourline, exprimant sa frustration, menace de « payer <…> les salaires en fonction du résultat, et non en fonction du temps, car je constate que le temps passé à recevoir vos salaires vous rend trop calme. » Le fait de forcer les travaux de construction devient dans les décennies suivantes une épine dans le pied pour les autorités locales. Les travaux de réaménagement de la pente Saint-Georges sont réalisés par un jardinier « en l'absence de toute considération technique et de toute connaissance du domaine de la construction. » En raison de la destruction de l'ancien système de canalisations et de gouttières en pierre et en bois qui détournaient les eaux souterraines à l'extérieur du Kremlin, l'eau des sources souterraines « s'est déversée sous les remblais, étant endiguée par les fondations profondes du mur de la forteresse. ».
Plus tard, en raison de la destruction des systèmes de drainage, les processus de glissement de terrain sont devenus plus fréquents dans cette partie du Kremlin et la section du piémont du mur de la forteresse a commencé à s'effondrer. En particulier, le 18 août 1844, un glissement de terrain s'est produit, à cause duquel des fissures ont traversé l'église du Saint-Esprit, de la fondation même aux voûtes. Un an plus tard, l'empereur ordonne de démolir l'église. Les travaux pour éliminer les conséquences des activités de construction de Pelzel s'étirent pendant des décennies: ils sont menés dans les années 1850 par l'architecte Lev Fostikov et dans les années 1860 par l'architecte D. Nebolski. Une utilisation originale est trouvée pour les nappes phréatiques : un bassin est aménagé sur la terrasse un peu plus haut que la partie détruite du mur, où même des carassins sont élevés pour la table de l'évêque; en contrebas, le long de l'autre ligne des murs, les habitants du quartier  adjacent utilisent l'eau de la source et en remplissent le bassin de l'église de la Source-Vivifiante. En 1880, d'importants travaux sont menés pour capter l'eau des sources dans le jardin en contrebas du palais du Gouverneur,.
À la fin du XIXe siècle, seule la partie haute du jardin est aménagée, et la partie plus en pente est en friche. L'idée d'aménager aussi la partie en pente apparaît au début du XXe siècle, jusqu'au long des remparts et vers la sortie Saint-Jean au débarcadère.
`

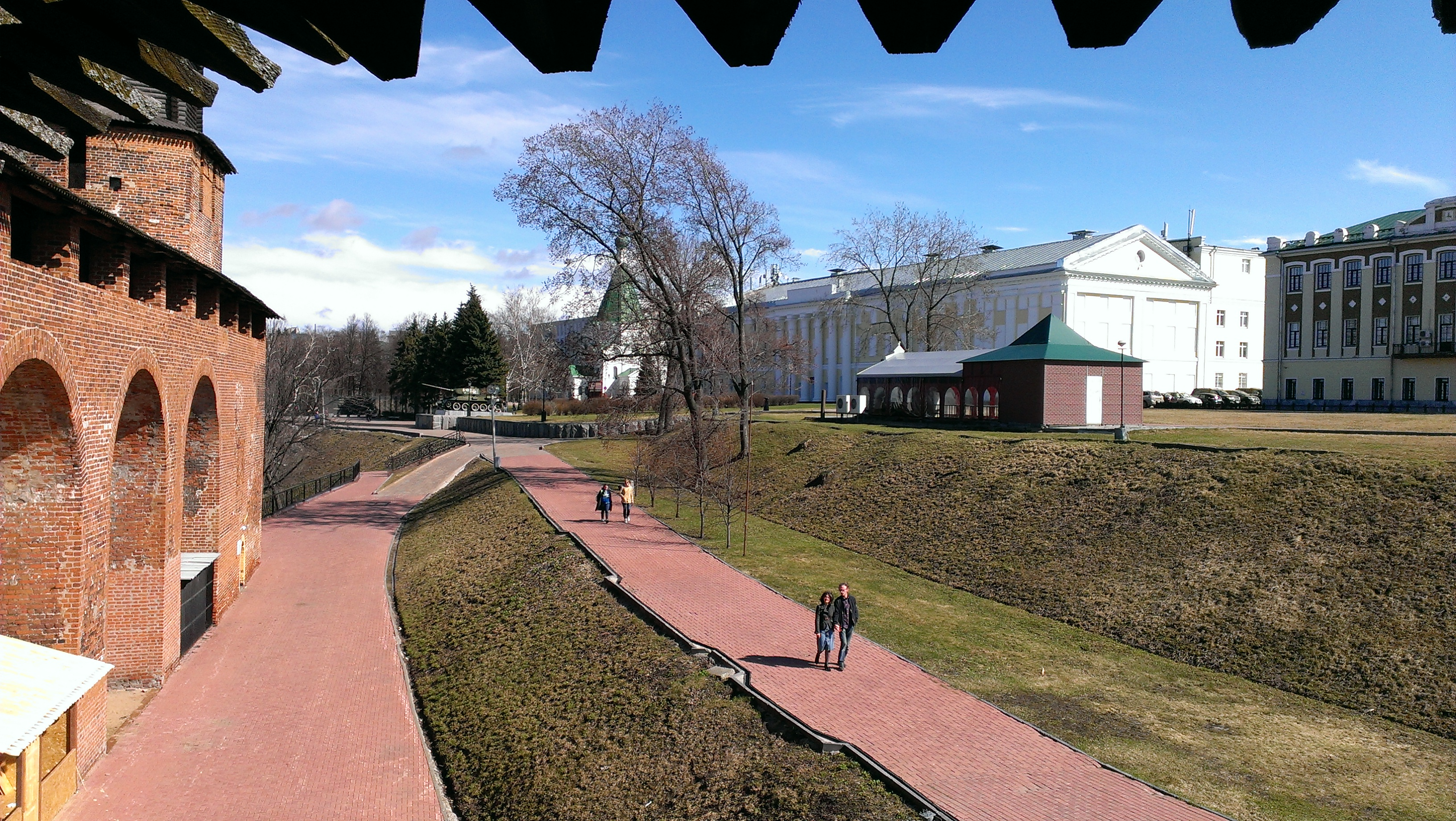
Début du jardin.

Le parc est ouvert au public après la Révolution de 1917, cependant la zone n'est utilisée d'aucune façon. Après la guerre, des mesures anti-glissement de terrain sont prises et le territoire est re-terrassé. En haut de la pente, en plus de l'aménagement des terrasses, des allées pavées sont aménagées; des escaliers sont construits; les surfaces des pentes entre les terrasses sont recouvertes de gazon. Un réseau de bacs en béton et de galeries de drainage est aménagé pour drainer les eaux de surface,.

### Époque contemporaine

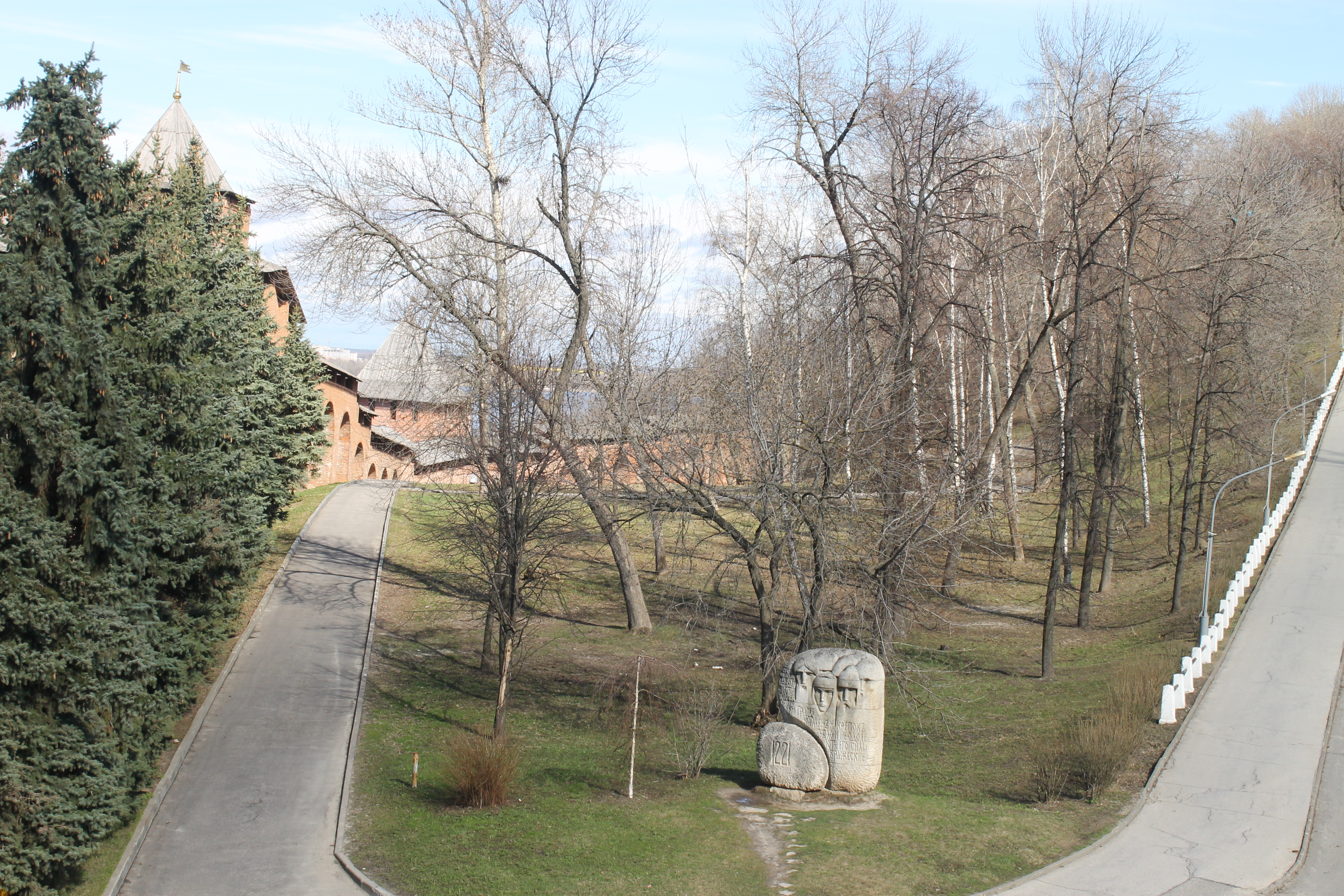
Monument aux premiers habitants de Nijni Novgorod.

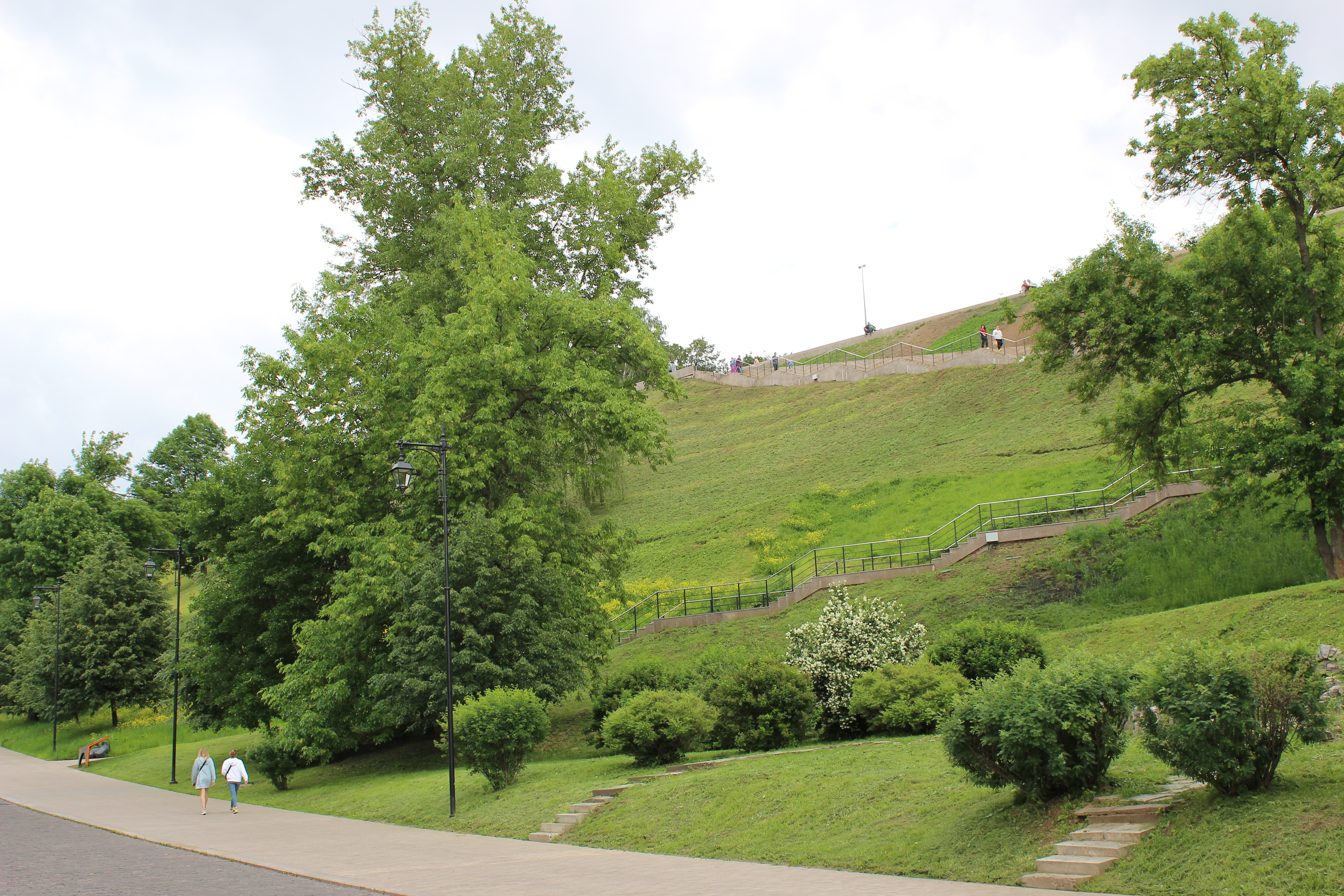
Vue en juin 2022.

Au début des années 2010, le jardin se trouve dans un état pitoyable: les belvédères sont fermés, les clôtures sont inclinées, de nombreux arbres sont brisés par le vent, les buissons sont effondrés et ont perdu leur forme, des parties en friches sont légion et les hauts murs de soutènement en béton construits dans les décennies précédentes jurent avec les rares espaces encore verts.
En 2018, l'institut d'archéologie de l'Académie des sciences de Russie procède à des fouilles dans la partie ouest, à l'emplacement de l'église Saint-Siméon disparue; les spécialistes découvrent près de neuf cents sépultures des XVe et XVIe siècles. Plus tard, il est décidé de reconstruire l'église Saint-Siméon dans son aspect historique. La première pierre est bénie le 3 juin 2020, et l'église est solennellement consacrée le 31 décembre 2021.
Le jardin du Gouverneur est entièrement réhabilité pour le huitième centenaire de la fondation de la ville, en 2021, retrouvant sa structure de parc à l'anglaise avec ses perspectives et son gazon, tandis qu'un petit jardin régulier est dessiné devant le palais du Gouverneur et que les murs de soutènement sont refaits. Un amphithéâtre est installé au pied de la tour de la Conception et les chemins sont pavés de granite.